# Igor Spasovchodskij
Igor Igorevitj Spasovchodskij (ryska: Игорь Игоревич Спасовходский), född den 1 augusti 1979, är en rysk friidrottare som tävlar i tresteg. 
Spasovchodskij deltog vid Olympiska sommarspelen 2000 men lyckades inte ta sig vidare till finalen. Vid VM 2001 blev han trea med ett hopp på 17,44. De enda som slog honom i tävlingen var Jonathan Edwards och Christian Olsson. Vid EM 2002 misslyckades han att ta sig vidare till finalen. 
Han deltog vidare vid VM 2003 men lyckades inte heller där ta sig vidare till finalen. Däremot blev han europamästare inomhus 2005 med ett hopp på 17,20. Vid VM utomhus samma år misslyckades han att ta sig vidare till finalomgången. 
Vid inomhus-VM 2006 slutade han femma och vid Olympiska sommarspelen 2008 blev det en nionde plats med ett hopp på 16,79.

## Personliga rekord
- Tresteg - 17,44